# Lijst van voetbalinterlands Armenië - Moldavië (vrouwen)
Deze lijst van voetbalinterlands is een overzicht van alle officiële voetbalwedstrijden tussen de nationale vrouwenteams van Armenië en Moldavië. De landen hebben tot nu toe twee keer tegen elkaar gespeeld.

## Wedstrijden
| № | Plaats    | Datum            | Competitie        | Wedstrijd          | Uitslag |
| - | --------- | ---------------- | ----------------- | ------------------ | ------- |
| 1 | Nisporeni | 28 november 2024 | Vriendschappelijk | Moldavië − Armenië | 1 − 1   |
| 2 | Nisporeni | 1 december 2024  | Vriendschappelijk | Moldavië − Armenië | 2 − 0   |

## Samenvatting
| Competitie        | Totaal gespeeld | Winst Armenië | Gelijk | Winst Moldavië | Doelsaldo Armenië – Moldavië |
| ----------------- | --------------- | ------------- | ------ | -------------- | ---------------------------- |
| Vriendschappelijk | 2               | 0             | 1      | 1              | 1 − 3                        |
| Totaal            | 2               | 0             | 1      | 1              | 1 − 3                        |